# Эман, Виктор Эмануил
Виктор Эмануил Эман (швед. Victor Emanuel Öman; 22 августа 1833, Эребру — 23 августа 1904) — шведский писатель
, переводчик, лингвист, журналист, редактор. Доктор философии (1859).

## Биография
Образование получил в Эребру, университетах Лунда, Лейпцига и Йены, где изучал философию и лингвистику.
В 1863—1870 годах работал литературным сотрудником в издательстве, затем — соредактором газет Nerikes allhanda и Allehanda för folket (с 1881 года — главный редактор газеты).
Дебютировал в литературе со сборником лирических стихов «Lyriska blad» (1857), положительно принятым критикой; за ним следовали прославившие автора переводы из новых и старых европейских писателей, в том числе Тургенева и Пушкина (1871); поэмы «Потерянный рай» Джона Мильтона (1862). Его перевод «Медеи» Эврипида был отмечен в 1859 году Серебряной медалью Шведской академии.
Переводил также с санскрита и венгерского языка.
Известны также его «Lärobok i engelske språket» (1867) и «Svenskengelsk handordbok» (1872).
Покончил жизнь самоубийством в 1904 году.